# 隆格维尔
隆格维尔（法語：Longueville，法語發音：[lɔ̃ɡvil] ⓘ）是法国塞纳-马恩省的一个市镇，属于普罗万区。

## 地理
隆格维尔（48°30'52"N, 3°14'49"E）面积5.61 平方千米，位于法国法蘭西島大區塞纳-马恩省，该省份为法国北部内陆省份，北起瓦兹省，西接埃松省、马恩河谷省、塞纳-圣但尼省和瓦兹河谷省，南至卢瓦雷省，东南接约讷省，东临马恩省和奥布省，东北接埃纳省。
与隆格维尔接壤的市镇（或旧市镇、城区）包括：圣科隆布、圣卢德诺、萨万、苏瓦西-布伊、沙尔迈松、瑞蒂尼。

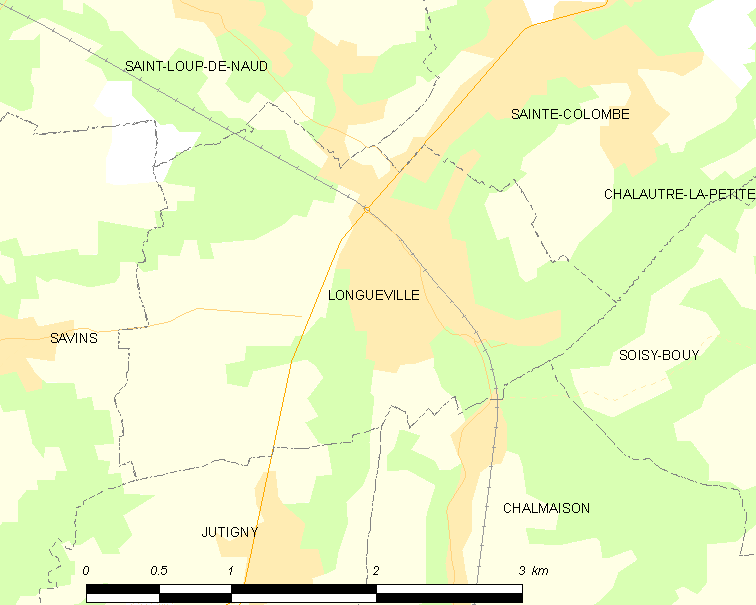
隆格维尔的OSM定位图

隆格维尔的时区为UTC+01:00、UTC+02:00（夏令时）。

## 行政
隆格维尔的邮政编码为77650，INSEE市镇编码为77260。

## 政治
隆格维尔所属的省级选区为普罗万县。

## 人口

1962-2008年间隆格维尔人口变化图示

隆格维尔于2022年1月1日时的人口数量为1802人。